# Pseudepicorsia flavidensalis
Pseudepicorsia flavidensalis là một loài bướm đêm trong họ Crambidae.